# キクチミロ
キクチ ミロ（5月29日 - ）は、日本のイラストレーター。別名は菊地 賢太郎。旧ペンネームはミロ。福島県出身。
イラストやクレイアニメ、切り絵アニメーションなどを中心に活動している。

## 来歴
2008年よりニコニコ動画に動画を投稿している。
出版社に勤務していたが2015年6月よりフリーランスとして活動。
2019年1月より名義をミロからキクチミロへと改名した。

## 人物
二児の父であり、子供の誕生日に毎年、ねんど人形を作っている。

## 主な作品

### TVアニメ
- うーさーのその日暮らし 夢幻編（エンディング）
- ULTRA SUPER ANIME TIME（エンドカード）
- 働くお兄さん!（エンディング）
- けものフレンズ2（次回予告）[6]
- SPY×FAMILY（ドン・キホーテコラボグッズ）[7]

### その他
- けものフレンズプロジェクト（イラスト・グッズなど）
  - さふぁりどらいぶ♪（ジャケットイラスト）[8]
  - けものフレンズコミックアラカルト ジャパリパーク編その4（イラスト）[9]
  - けものフレンズ3（カードイラストなど）[10]
- 東山奈央『Special Thanks!』（プロモーションビデオ・早期予約特典オリジナルCDジャケット）[11]

### 著書
- 絶滅危機動物ファイル サナのいきものひみつノート（2025年6月12日、辰巳出版、ISBN 978-4777832187）[12]